# Равело, Эдуардо
Эдуардо Равело (родился 13 октября 1968 года) является мексиканским американским лидером банды «Баррио Ацтека». Он также скрывается в розыске по нескольким обвинениям, связанным с наркотиками и организованной преступностью. 20 октября 2009 года он был назван ФБР как 41-летний беглец, который будет помещен в список десяти самых разыскиваемых.
С 1994 года Ravelo культивирует отношения с некоторыми из самых высокопоставленных членов картеля. Он пришел к власти в Баррио Ацтеки из-за его связей с Картелем Хуареса.
В 2005 году информатор и бывший лейтенант Баррио Ацтека подтвердил, что Равело сказал ему, чтобы он помог найти членов бандгрупп, которые были похищены из картеля. Информатор показал, что позже его отвезли в дом в Эль-Пасо, штат Техас, где рот, запястья и лодыжки члена банды были связаны скотчем. Он был доставлен в картель Хуареса и больше никогда не слышал.
В марте 2008 года он стал лидером банды вскоре после предательства своего предшественника, несколько раз ударил его и выстрелил ему в шею.
Равело и члены его банды якобы являются киллерами мексиканского наркокартеля и несут ответственность за многочисленные убийства. Баррио Ацтека имеет около 600 активных членов, которые занимаются незаконной деятельностью, такой как поджог, нападение, кража автомашин, заказные убийства, вымогательство, незаконная иммиграция, похищение людей, отмывание денег, убийства, проституция, рэкет, торговля людьми и наркотиками. Многие из членов находятся в американских и мексиканских тюрьмах и извлекают выгоду из прибыли банды за счет размещения средств на своих счетах в тюремных комиссариатах.
Ravelo родом из Мексики, но имеет постоянный статус резидента в Соединенных Штатах, помогая ему пересечь границу Мексики и Соединенных Штатов. Считается, что Равело прячется с женой и детьми в контролируемом Баррио Ацтекас районе в Сьюдад-Хуаресе, через границу от Эль-Пасо, штат Техас. Говорят, что у него есть телохранители и бронемашины, чтобы защитить его от соперничающих банд и соперничающих картелей.
По словам федеральных властей, Равело, возможно, изменил свой внешний вид с помощью пластической хирургии, а кончики пальцев - для маскировки его отпечатков пальцев.
Равело считается вооруженным и чрезвычайно опасным. ФБР в настоящее время предлагает вознаграждение в размере до 100 000 долларов за информацию, ведущую к его захвату.
27 июня 2018 года Эдуардо Равело был задержан мексиканскими военными и сотрудниками Агентства уголовных расследований в городе Ураупан (юго-западный штат Мичоакан).